# 桶狭間北
桶狭間北（おけはざまきた）は、愛知県名古屋市緑区の町名。現行行政地名は桶狭間北二丁目及び桶狭間北三丁目。住居表示未実施。

## 地理
名古屋市緑区東部に位置し、南は桶狭間、北は桶狭間・武路町、東は豊明市に接する。

## 歴史

### 地名の由来
有松町大字桶狭間の北部に位置することによる。

### 沿革
- 1988年（昭和63年）9月25日 - 緑区有松町大字桶狭間の一部より、同区桶狭間北二〜三丁目が成立[1]。

## 世帯数と人口
2019年（平成31年）3月1日現在の世帯数と人口は以下の通りである。
| 丁目           | 世帯数  | 人口  |
| -------------- | ------- | ----- |
| 桶狭間北二丁目 | 184世帯 | 396人 |
| 桶狭間北三丁目 | 160世帯 | 348人 |
| 計             | 344世帯 | 744人 |

### 人口の変遷
国勢調査による人口の推移
| 1995年（平成7年）  | 763人 | [ 8 ]  |  |
| 2000年（平成12年） | 779人 | [ 9 ]  |  |
| 2005年（平成17年） | 782人 | [ 10 ] |  |
| 2010年（平成22年） | 847人 | [ 11 ] |  |
| 2015年（平成27年） | 838人 | [ 12 ] |  |

## 学区
市立小・中学校に通う場合、学校等は以下の通りとなる。また、公立高等学校に通う場合の学区は以下の通りとなる。なお、小・中学校は学校選択制度を導入しておらず、番毎で各学校に指定されている。
| 丁目           | 小学校                                      | 中学校               | 高等学校 |
| -------------- | ------------------------------------------- | -------------------- | -------- |
| 桶狭間北二丁目 | 名古屋市立有松小学校 名古屋市立桶狭間小学校 | 名古屋市立有松中学校 | 尾張学区 |
| 桶狭間北二丁目 | 名古屋市立桶狭間小学校                      | 名古屋市立有松中学校 | 尾張学区 |

## 施設
- 桶狭間古戦場公園
- DCM 桶狭間店

## その他

### 日本郵便
- 郵便番号 : 458-0913[4]（集配局：緑郵便局[15]）。